# Spike (음반)
| 전문가 평가          | 전문가 평가 |
| 평가 점수            | 평가 점수   |
| 출처                 | 점수        |
| -------------------- | ----------- |
| AllMusic             | [ 2 ]       |
| Blender              | [ 3 ]       |
| Chicago Tribune      | [ 4 ]       |
| Entertainment Weekly | C+          |
| Los Angeles Times    | [ 6 ]       |
| NME                  | 10/10       |
| Q                    | [ 8 ]       |
| Rolling Stone        | [ 9 ]       |
| Uncut                | [ 10 ]      |
| The Village Voice    | B           |

《Spike》는 영국의 록 가수이자 작곡가인 엘비스 코스텔로의 열두 번째 스튜디오 음반으로, 워너 브라더스 레코드로 콤팩트 디스크로 발매된 《My Aim Is True》 이후 첫 번째 음반이다. 그 레이블에서 그의 첫 번째 음반이었고 영국 음반 차트에서 5위로 정점을 찍었다. 빌보드 핫 100 19위, 미국 모던 록 차트 1위에 오른 싱글과 그의 가장 주목할 만한 미국 히트곡 〈Veronica〉 덕분에 빌보드 200에서도 32위에 올랐다. 《빌리지 보이스》의 매년 패즈 & 잡 비평가 투표에서 《Spike》는 7위를 차지했다.

## 배경
1987년, 코스텔로는 폴 매카트니와 함께 후자의 《Flowers in the Dirt》 음반을 위해 작곡을 시작했다. 그들은 매카트니와 코스텔로의 여러 음반에 수록된 12곡을 함께 작곡했다. 이 중 두 곡이 이 음반에 수록되어 있는데, 〈Pads, Paws and Claws〉와 히트 싱글 〈Veronica〉이다.
새로운 레이블의 첫 음반으로, 코스텔로는 자신의 말로 "작은 독립 영화"라는 예산을 가지고 있었고, 다섯 개의 다른 음반의 청사진을 염두에 두고 그들 모두를 만들기로 결정했다. 그는 세션을 용이하게 하고 음반을 제작하기 위해 《King of America》의 T 본 버넷로부터 그의 포일을 가져왔다. 스튜디오 시간은 할리우드의 오션웨이, 뉴올리언스의 사우스랜드 스튜디오, 더블린의 윈드밀 레인 스튜디오, 런던의 AIR 스튜디오 등 네 곳에서 예약되었다. 네 명의 다른 음악가 그룹이 각 장소에 모였다. 이 음반의 작사, 작곡 크레딧은 엘비스 코스텔로와 코스텔로의 출생 이름인 데클란 맥매너스에 주어진다.
싱글 〈Veronica〉는 영국 싱글 차트에서 31위로 정점을 찍었고, 빌보드 핫 100에서 그의 역대 최고의 공연인 미국에서 19위로 정점을 찍었다. 그것은 또한 미국 모던 록 차트에서 1위에 올랐다. 〈This Town〉은 싱글로도 발매되었지만, 두 나라의 주요 싱글 차트 모두 놓쳤다. 〈Baby Plays Around〉의 익스텐디드 플레이 싱글도 발매되어 영국에서 65위를 기록했다.
두 번째 트랙인 〈Let Him Dangle〉은 1953년 데릭 벤틀리의 유죄 판결과 사형 집행을 묘사한 사형에 반대하는 항의 노래이다.

## 곡 목록
모든 곡들은 특별한 언급이 없는 한 엘비스 코스텔로에 의해 작사/작곡하였다.
| #   | 제목                          | 작사·작곡                 | 재생 시간 |
| --- | ----------------------------- | ------------------------- | --------- |
| 1.  | 〈...This Town...〉           |                           | 4:32      |
| 2.  | 〈Let Him Dangle〉            |                           | 4:45      |
| 3.  | 〈Deep Dark Truthful Mirror〉 |                           | 4:07      |
| 4.  | 〈Veronica〉                  | 코스텔로, 폴 매카트니     | 3:09      |
| 5.  | 〈God's Comic〉               |                           | 5:31      |
| 6.  | 〈Chewing Gum〉               |                           | 3:47      |
| 7.  | 〈Tramp the Dirt Down〉       |                           | 5:41      |
| 8.  | 〈Stalin Malone〉             |                           | 4:09      |
| 9.  | 〈Satellite〉                 |                           | 5:45      |
| 10. | 〈Pads, Paws and Claws〉      | 코스텔로, 매카트니        | 2:56      |
| 11. | 〈Baby Plays Around〉         | 코스텔로, 케이트 오리오단 | 2:47      |
| 12. | 〈Miss Macbeth〉              |                           | 4:23      |
| 13. | 〈Any King's Shilling〉       |                           | 6:07      |
| 14. | 〈Coal-Train Robberies〉      |                           | 3:18      |
| 15. | 〈Last Boat Leaving〉         |                           | 3:31      |

## 인증
| 국가                       | 인증 | 판매량/출하량 |
| -------------------------- | ---- | ------------- |
| 영국 (BPI)                 | 골드 | 100,000^      |
| 미국 (RIAA)                | 골드 | 500,000^      |
| ^출하량을 기반으로 한 인증 |      |               |